# Sara Mandiano
 (mars 2023).
Si vous disposez d'ouvrages ou d'articles de référence ou si vous connaissez des sites web de qualité traitant du thème abordé ici, merci de compléter l'article en donnant les références utiles à sa vérifiabilité et en les liant à la section « Notes et références ».
Sara Mandiano (de son vrai nom Françoise Castellani) est une chanteuse française, essentiellement connue pour son titre J'ai des doutes, sorti en 1991. Ce single est parvenu jusqu'à la 10e place au Top 50 et est resté classé 18 semaines.

## Biographie
En dix ans de carrière, elle sort trois albums. Elle signe ses premiers disques sous le nom Sarah Mandiano jusqu'en 1988, puis Sara Mandiano pour la suite de sa carrière.
En 1992 elle est nommée lors de la 7e cérémonie des Victoires de la musique dans la catégorie révélation variétés féminine.
Professeure de chant, elle a notamment travaillé sur la comédie musicale Dracula et a encore composé plusieurs jingles pour la chaîne Gulli TV ou Teva par exemple.
En 2005 et 2007 elle participe aux chœurs des albums Fragile et Banco des Têtes Raides. Toujours en 2007, elle a fait partie d'un groupe appelé Shaaks en tant que chanteuse et a réalisé plusieurs titres mis en écoute sur le net.
Elle était également manager des Studios de la Seine jusqu'en mai 2012, l'un des plus grands ensembles de studios d'enregistrements professionnels.
Aujourd'hui, elle tient un hôtel à Nice avec son mari.

## Discographie

### Albums

#### Ombre chinoise (1985 -EMI)
| No  | Titre                            | Paroles                         | Musique                         | Durée |
| --- | -------------------------------- | ------------------------------- | ------------------------------- | ----- |
| 1.  | Ombre chinoise                   | Sara Mandiano, Lionel Axel Geay | Sara Mandiano, Lionel Axel Geay | 3:50  |
| 2.  | Une nuit de cuir                 | Sara Mandiano, Lionel Axel Geay | Sara Mandiano, Lionel Axel Geay | 3:11  |
| 3.  | En sursis                        | Sara Mandiano, Lionel Axel Geay | Sara Mandiano, Lionel Axel Geay | 3:48  |
| 4.  | J'aime sa façon d'être un garçon | Sara Mandiano, Lionel Axel Geay | Sara Mandiano, Lionel Axel Geay | 3:03  |
| 5.  | Porte des chambres               | Sara Mandiano, Lionel Axel Geay | Sara Mandiano, Lionel Axel Geay | 3:34  |
| 6.  | L'anneau d'or                    | Sara Mandiano, Lionel Axel Geay | Sara Mandiano, Lionel Axel Geay | 4:05  |
| 7.  | Shangai                          | Sara Mandiano, Lionel Axel Geay | Sara Mandiano, Lionel Axel Geay | 4:11  |
| 8.  | Sans dessus dessous              | Sara Mandiano, Lionel Axel Geay | Sara Mandiano, Lionel Axel Geay | 3:28  |
| 9.  | Fin de l'hiver                   | Sara Mandiano, Lionel Axel Geay | Sara Mandiano, Lionel Axel Geay | 3:41  |
| 10. | Amour maléfique                  | Sara Mandiano, Lionel Axel Geay | Sara Mandiano, Lionel Axel Geay | 3:59  |
| 11. | Tu pleures tout ce que je bois   | Sara Mandiano, Lionel Axel Geay | Sara Mandiano, Lionel Axel Geay | 1:43  |

#### Point d'interrogation (1991 -Polydor)
| No  | Titre                        | Paroles       | Musique       | Durée |
| --- | ---------------------------- | ------------- | ------------- | ----- |
| 1.  | Les serments                 | Sara Mandiano | Sara Mandiano | 4:20  |
| 2.  | J'ai des doutes              | Sara Mandiano | Sara Mandiano | 3:24  |
| 3.  | Pirate et coquillages        | Sara Mandiano | Sara Mandiano | 3:57  |
| 4.  | Soi-disant                   | Sara Mandiano | Sara Mandiano | 4:27  |
| 5.  | Ton amour à la gomme         | Sara Mandiano | Dan Lacksman  | 4:16  |
| 6.  | Défense d'y voir             | Sara Mandiano | Sara Mandiano | 4:17  |
| 7.  | Baby pop                     | Sara Mandiano | Sara Mandiano | 3:06  |
| 8.  | Daddy                        | Sara Mandiano | Sara Mandiano | 5:05  |
| 9.  | Je ne suis pas comme il faut | Sara Mandiano | Sara Mandiano | 4:27  |
| 10. | Nos mots d'adieu             | Sara Mandiano | Sara Mandiano | 3:51  |

#### Saison des pluies (1993 -WEA)
| No  | Titre                | Paroles       | Musique                    | Durée |
| --- | -------------------- | ------------- | -------------------------- | ----- |
| 1.  | Saison des pluies    | Sara Mandiano | Sara Mandiano, Sacha Chaty | 4:04  |
| 2.  | Night and day        | Sara Mandiano | Sara Mandiano, Sacha Chaty | 4:57  |
| 3.  | Cool                 | Sara Mandiano | Sara Mandiano, Sacha Chaty | 4:38  |
| 4.  | Où sont nos guides ? | Sara Mandiano | Sara Mandiano, Sacha Chaty | 5:11  |
| 5.  | Le cortège           | Sara Mandiano | Sara Mandiano, Sacha Chaty | 4:57  |
| 6.  | Tombé du soleil      | Sara Mandiano | Sara Mandiano, Sacha Chaty | 3:40  |
| 7.  | Play                 | Sara Mandiano | Sacha Chaty, Dan Lacksman  | 3:26  |
| 8.  | Vertige céleste      | Sara Mandiano | Sara Mandiano, Sacha Chaty | 3:42  |
| 9.  | Susurre-moi des mots | Sara Mandiano | Sara Mandiano, Sacha Chaty | 4:09  |
| 10. | Mille et une raisons | Sara Mandiano | Sara Mandiano, Sacha Chaty | 4:33  |

#### Chansons inédites/face B
- 1985 - Pour toi moi je (Sara Mandiano, Lionel Axel Geay) 4:22
- 1985 - Louxor (Sara Mandiano, Lionel Axel Geay), face B de Pour toi moi je 4:10
- 1986 - La Dame de Shangai (Sara Mandiano, Lionel Axel Geay) 3:44
- 1987 - Venus et l'Aquarium (Sara Mandiano, Jean-Claude Chachaty) 4:14
- 1987 - Bandit (Sara Mandiano, Jean-Claude Chachaty), face B de Venus et l'Aquarium 3:38
- 1988 - Ombre immobile (Florence Weber, Sara Mandiano) 4:27
- 1988 - L'Avion en polyester (Sara Mandiano), face B de Ombre immobile 4:02
- 1991 - La Luna (Sara Mandiano), face B de J'ai des doutes 4:23
- 1991 - Mensonge en Somalie (Sara Mandiano, Vincent Frèrebeau), face B de Défense d'y voir 3:40

#### Dream of miracles (2007)
| No  | Titre              | Paroles          | Musique                    | Durée |
| --- | ------------------ | ---------------- | -------------------------- | ----- |
| 1.  | Dream of miracles  | Brigitte Ferré   | Sara Mandiano, Sacha Chaty | 3:13  |
| 2.  | Angel              | Brigitte Ferré   | Sara Mandiano, Sacha Chaty | 3:23  |
| 3.  | Chemical dream     | Tim Jessop       | Sara Mandiano, Sacha Chaty | 4:00  |
| 4.  | A piano play       | Brigitte Ferré   | Sara Mandiano, Sacha Chaty | 3:31  |
| 5.  | My world is crazy  | Tim Jessop       | Sara Mandiano, Sacha Chaty | 4:01  |
| 6.  | Shame              | Brigitte Ferré   | Sara Mandiano, Sacha Chaty | 3:53  |
| 7.  | Essential feeling  | Brigitte Ferré   | Sara Mandiano, Sacha Chaty | 3:40  |
| 8.  | My lovely shadow   | Brigitte Ferré   | Sara Mandiano, Sacha Chaty | 4:25  |
| 9.  | Your own direction | Brigitte Ferré   | Sara Mandiano, Sacha Chaty | 3:42  |
| 10. | Sentimental killer | Nathalie Fiszman | Sara Mandiano, Sacha Chaty | 4:00  |

### Singles
- 1984 - Ombre chinoise (EMI)
- 1985 - Pour toi moi je (EMI)
- 1986 - La Dame de Shanghai (EMI)
- 1988 - Venus et l’Aquarium (Philips)
- 1988 - Ombre immobile (Philips)
- 1991 - J’ai des doutes (Polydor)
- 1992 - Défense d’y voir (Polydor)
- 1992 - Les Serments (Polydor)
- 1993 - Saisons des pluies (WEA)
- 1993 - Cool (WEA)
- 1994 - Play (WEA)

## Collaborations
- 1986 - Francofolies (collectif d'artistes mené par Francis Lalanne)

### En tant que choriste
- 1989 - Tatoue-moi (Florence Weber)
- 1989 - Souviens-toi des mots (Florence Weber)
- 1989 - Emmenez-moi (Philippe Russo)
- 2000 - ¡Caraï! (album de Joseph Racaille)
- 2000 - Autrement (album de Peter Van Laet)
- 2005 - Je voudrais pas crever (Têtes Raides)
- 2007 - Plus haut (Têtes Raides)
- 2009 - Blue note dans l'univers (Pierre Raspat)

### En tant que parolière
- 1986 - Tu m'as joué (Zuddas)
- 1987 - A l'envers à l'endroit (Karen Cheryl)
- 1988 - Mon amant au hammam (Florence Weber)
- 1988 - T'aurais pas vu l'amour (Patricia Zamler)
- 1989 - Souviens-toi des mots (Patricia Zamler)
- 1992 - K.O. (Virginie)
- 1992 - Pour un oui pour un non (Virginie)
- 1992 - Play (Virginie)
- 1999 - Vole ta vie (Thierry Séchan)
- 2002 - Les Portes du ciel (Veronica Antico)
- 2002 - Lettre ouverte (Paul Mahoni)
- 2004 - Vole ta vie (Romane Serda)
- 2018 - Ma plus belle aventure (Francis Maggiulli)
- Date inconnue - Pas l'amour fou (artiste inconnu)

## Classements
Ses classements au Top 50 en France :

### J'ai des doutes
- entré le 13 juillet 1991
- classé 18 semaines
- meilleur classement : 10e
- certifié disque d'argent (plus de 125 000 exemplaires)
- parcours : 48 42 47 35 17 20 17 12 11 10 13 11 13 11 16 23 28 39

### Défense d'y voir
- entré le 29 février 1992
- classé cinq semaines
- meilleur classement 37e
- parcours : 50 37 50 45 44